# بوگ جنوبی
بوگ جنوبی، بوگ یا رودخانه بو (به اوکراینی: Південний Буг) رودخانه‌ای است که تمام آن در اوکراین جریان دارد و دومين رودخانه طولانی اوكراين محسوب می‌گردد. این رودخانه از غرب اوکراین در ارتفاعات پودولین سرچشمه می‌گیرد و با پیمودن مسیری به سمت جنوب غربی به دریای سیاه می‌ریزد.

## نگارخانه

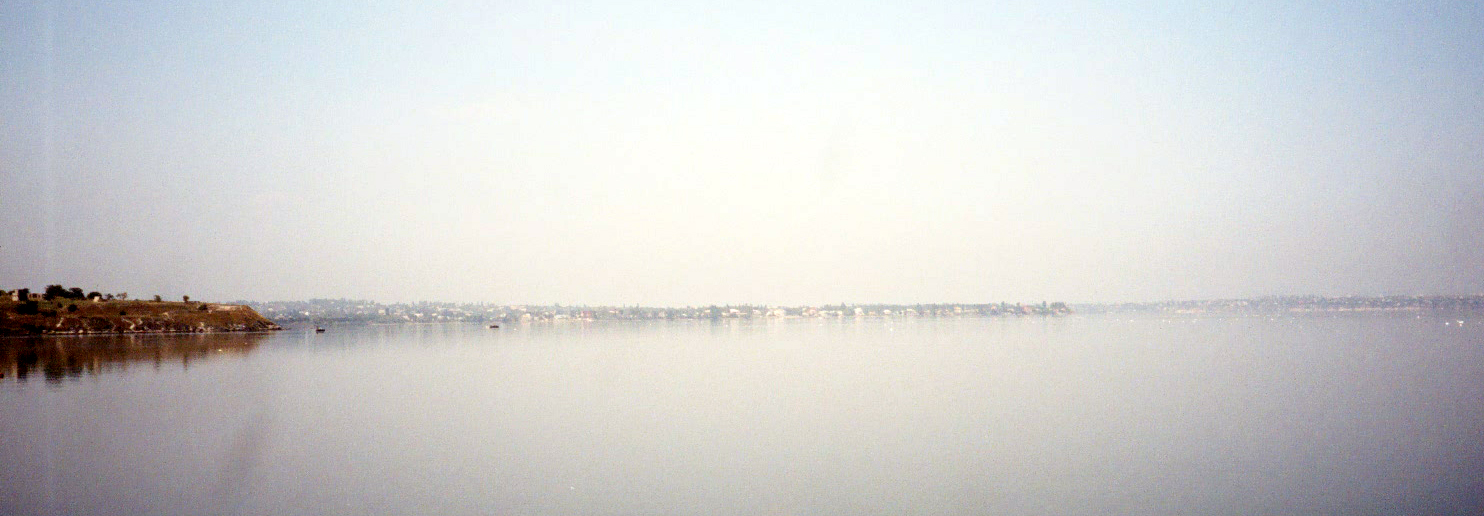
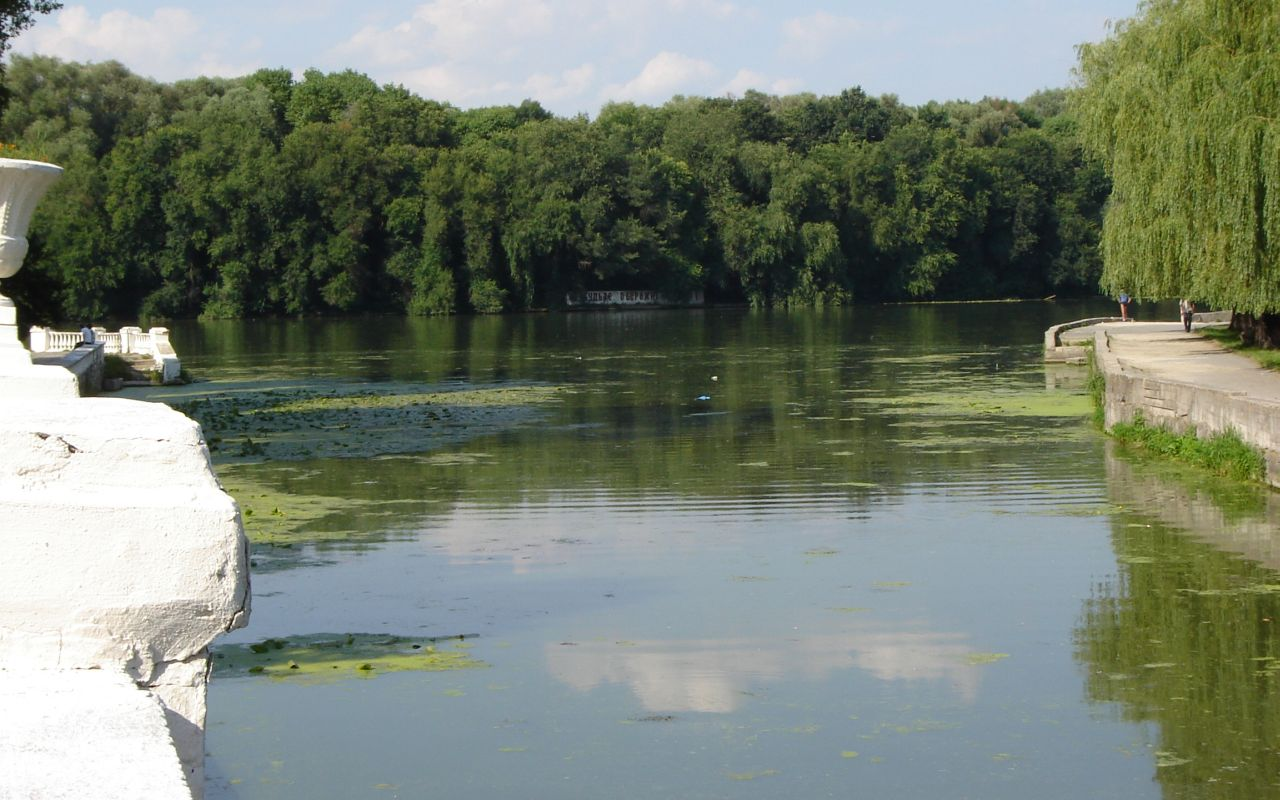
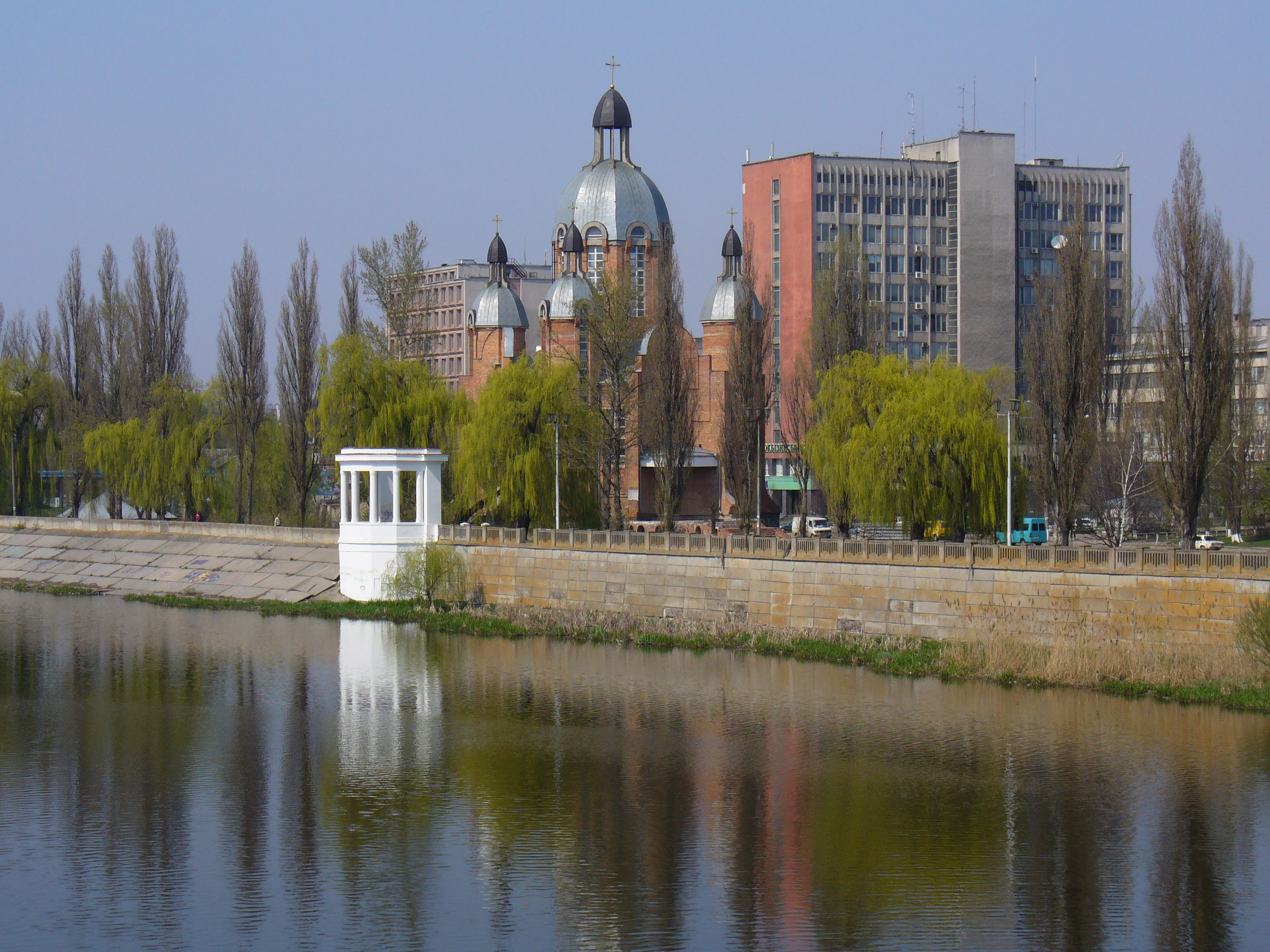

1. ↑  «Boh River». www.encyclopediaofukraine.com. دریافت‌شده در ۲۰۲۵-۰۴-۱۷.